# 1104
1104 (MCIV) je bilo prestopno leto, ki se je po julijanskem koledarju začelo na petek.

## Dogodki

### Evropa
- 3. september - Sveti Kutbert je prekopan v Durhamsko katedralo.
- september - Rekonkvista: Po smrti Petra I. postane nov aragonski in navarski kralj njegov mlajši polbrat Alfonz I.
- Pod dožem Ordelafo Faliero začno v Benetkah z gradnjo Arsenala.
- Guibert Nogentski postane opat v Notre Dame de Nogent.
- Na Islandiji izbruhne ognjenik Hekla in ob tem uniči tudi bližnja naselja.
- Investiturni boj: da bi si ponovno pridobil naklonjenost papeža, začne rimsko-nemški Henrik IV. s pripravami na križarski pohod v Sveto deželo. Ker pa se mu konec leta upre sin Henrik V., vse napore raje usmeri v zatrtje upora. 1105 ↔
- Matilda Toskanska zavzame procesarsko Parmo.

### Bližnji vzhod in Afrika
- 7. maj - Bitka pri Harranu: zmaga Seldžukov pod vodstvom mosulskega guvernerja Džikrimiša in mardinskega vladarja Sokmana nad križarji, ki jih vodita antiohijski knez Bohemond I. in edeški grof Baldvin II.. V bitki Seldžuki zajamejo edeškega grofa Baldvina II.. Tankred prevzame začasno regentstvo nad grofijo. Bitka  močno oslabi antiohijsko kneževino in zato Bizantinci zahtevajo od antiohijskega kneza Bohemonda I. prisego vazalne zvestobe.
- 25. maj - Jeruzalemski kralj Baldvin I. po dveh tednih obleganja zavzame obmorsko mesto Akkon. Trgovino v mestu prevzame Genova, ki je sodelovala pri obleganju.
- Sultan seldžuškega sultanata Rum Kilidž Arslan začne vojno z Danišmendi, ki zase zahtevajo polovični delež pri izplačani odkupnini za antiohijskega kneza Bohemondom I.. V protiodgovor Danišmendi sklenejo zavezništvo z antiohijsko kneževino oziroma regentom Tankredom Galilejskim.
- Umrlega damaščanskega emirja Dukaka nasledi njegov atabeg Togtekin in ustanovi kratko živečo dinstijo Buridov v Siriji.
- Gruzinski kralj David IV. izkoristi preokupiranost Seldžukov s križarji in jih postopoma izžene iz nižin v Gruziji.
- Umrlega hamadidskega vladarja Mansur ibn Nasirja nasledi sin Badis ibn Mansur, ki pa ga še istega leta vrže s prestola brat Abd al-Aziz ibn Mansur.

## Rojstva
- Robert de Beaumont, angleški plemič, kancler, 2. grof Leicester († 1168)
- Vsevolod II., kijevski veliki knez († 1146)

## Smrti
- september - Peter I., aragonski in navarski kralj (* 1068)
- Badis ibn Mansur, hamadidski emir
- Dukak, seldžuški vladar Damaska
- Mansur ibn Nasir, hamadidski emir